# Violette Nozière (Film)
Violette Nozière ist ein Film von Claude Chabrol aus dem Jahr 1978.

## Handlung
Anfang der 1930er Jahre. Den Teenager Violette ödet das langweilige Kleinbürgermilieu am Pariser Stadtrand an. Mutter Germaine ist ebenfalls unzufrieden, denn ihr Mann Baptiste ist nur Lokomotivführer und nicht Ingenieur, was gelegentlich Anlass zu Sticheleien gibt. Der biedere Baptiste ist nicht Violettes wirklicher Vater; dieses Geheimnis teilen Mutter und Tochter. Germaine stellt sich für die Tochter ein besseres Leben vor und hält sie deshalb zu Tugenden wie Fleiß, Sauberkeit und Ordnung an. Aber Violette arbeitet heimlich als Gelegenheitsprostituierte. Das ermöglicht ihr, modisch gekleidet, etwas älter zu wirken. Der Hausarzt stellt fest, dass sich Violette mit Syphilis infiziert hat und teilt dies ihren Eltern mit. Ein Freier, der Medizinstudent Camus, vermutet dagegen, dass die Krankheit bei ihr erblich sei. Sie versucht ihren Eltern nun weiszumachen, dass sie noch Jungfrau sei.
Violette verliebt sich im Quartier Latin in einen Taugenichts und will ihn an sich binden, damit er sie in ein aufregenderes Leben entführt. Dazu unterstützt sie ihn massiv finanziell mit Geld aus ihrer Prostituiertentätigkeit, zudem bestiehlt sie die Eltern. Mit der Drohung, seine Vaterschaft auffliegen zu lassen, erpresst Violette auch ihren prominenten wahren Vater, um an noch mehr Geld zu kommen.
Besonders Baptiste machen Violettes ständige Ausreden allmählich stutzig. Er ahnt, dass mit ihr etwas nicht stimmt. Schließlich versucht Violette, ihre Eltern aus dem Weg zu räumen. Sie täuscht einen Besuch der Eltern ihres Geliebten vor und gibt das Gift als vom Arzt verordnete Medizin gegen Syphilis aus. Vor dem Essen nehmen es die Eltern ein. Der Vater stirbt sofort, doch Germaine Nozière überlebt. Im Polizeiverhör bezichtigt Violette ihren Vater des sexuellen Missbrauchs. Die Mutter verwahrt sich gegen diesen Vorwurf. Violettes Diebereien fliegen auf. In einem von der aufgebrachten Öffentlichkeit verfolgten Sensationsprozess wird Violette zum Tode verurteilt und später begnadigt. Am Filmende erfährt man, dass sie nach 1945, aus dem Gefängnis entlassen, noch Mutter von fünf Kindern wurde.

## Kritiken
- Prisma Online: „Mit diesem Krimi-Melodram verfilmte Claude Chabrol in freier Form einen spektakulären Kriminalfall, der 1934 in Frankreich für Schlagzeilen und heftige Diskussionen sorgte. Chabrol begnügt sich nicht mit einer simplen Wiedergabe der Fakten, sondern inszeniert das als raffiniert verschachtelte Lehrstunde in Sachen Filmregie. Und wie immer ist er auch an einer ausführlichen Beleuchtung des Milieus interessiert. Ausgezeichnet sind auch die Darsteller, allen voran Isabelle Huppert in der Titelrolle.“[1]

„Die hervorragend gespielte und virtuos inszenierte Charakterstudie einer Undurchdringlichen: Keines der möglichen Motive – sexuelle Repression, soziale Ambition, Durchbrennen mit dem Liebhaber, sogar schiere Langeweile – scheint ausreichend. Der meistgerühmte Film Chabrols in den späten 70er Jahren ist ein frühes Beispiel für den zurückhaltend-klassizistischen Modus in seinem Werk.“

„Virtuos inszeniert und gespielt, doch vordergründig in der Beschreibung des Kleinbürgermilieus und oberflächlich in der Charakterzeichnung, so daß der Film nicht mehr als ein unverbindliches Melodram ist, das obendrein den Hang zur opportunistischen Spekulation aufweist.“

## Hintergründe
Der Film entstand nach einer realen Begebenheit im Paris der 1930er Jahre, die damals in Frankreich in große Aufmerksamkeit erregte. Insbesondere die Surrealisten haben sich intensiv mit dem Fall auseinandergesetzt. – Grundlage für die Erarbeitung des Drehbuchs war die 1975 erschienene Violette-Nozière-Biographie von Jean-Marie Fitère.

## Auszeichnungen
Isabelle Huppert wurde 1978 bei den Internationalen Filmfestspielen von Cannes mit dem Darstellerpreis ausgezeichnet. Stéphane Audran erhielt einen César für die beste weibliche Nebenrolle.